# Pachorhopala ishiarensis
Pachorhopala ishiarensis – gatunek chrząszcza z rodziny kusakowatych i podrodziny rydzenic.
Gatunek ten opisał po raz pierwszy w 1996 roku Roberto Pace na łamach „Revue suisse de Zoologie”. Jako lokalizację typową wskazano okolice Ishiary w kenijskim hrabstwie Embu.
Chrząszcz o silnie błyszczącym, wydłużonym w zarysie ciele długości 3,7 mm. Głowa jest rudożółta, o mocno zatartym punktowaniu i pozbawiona siateczkowania. Czułki mają człony pierwszy i drugi żółtoczerwonawe, a człony pozostałe brązowe. Rudożółte przedplecze jest niesiateczkowane i o silnie zatartym punktowaniu. Rudobrązowe, znacznie szersze od przedplecza pokrywy mają wyraźne punktowanie i pozbawione są siateczkowania. Kolor odnóży jest rudożółty. Odwłok jest rudożółty z brązowymi wolnymi urotergitami trzecim, czwartym i piątym, pozbawiony siateczkowania. Genitalia samca różnią się od tych u podobnego P. africana słabiej rozbudowanym edeagusem z uzbrojeniem woreczka wewnętrznego wykształconym w postaci zakończonej cienkim sztylecikiem. Genitalia samicy mają krótszą niż u P. africana spermatekę.
Owad afrotropikalny, znany wyłącznie z Kenii. Spotkany na rzędnych 900 m n.p.m.